# Cincinnati Bengals 2020
La stagione 2020 dei Cincinnati Bengals è stata la 53ª della franchigia, la 51ª nella National Football League e la seconda con Zac Taylor come capo-allenatore. La squadra era in possesso della prima scelta assoluta nel Draft NFL 2020 con cui scelse da LSU il quarterback Joe Burrow, fresco vincitore dell'Heisman Trophy. Questi giocò bene finché nell'11º turno contro il Washington Football Team la sua stagione si interruppe bruscamente a causa della rottura del legamento crociato anteriore. I Bengals terminarono raddoppiando il numero di vittorie dell'anno precedente, terminando con un record finale di 4-11-1.

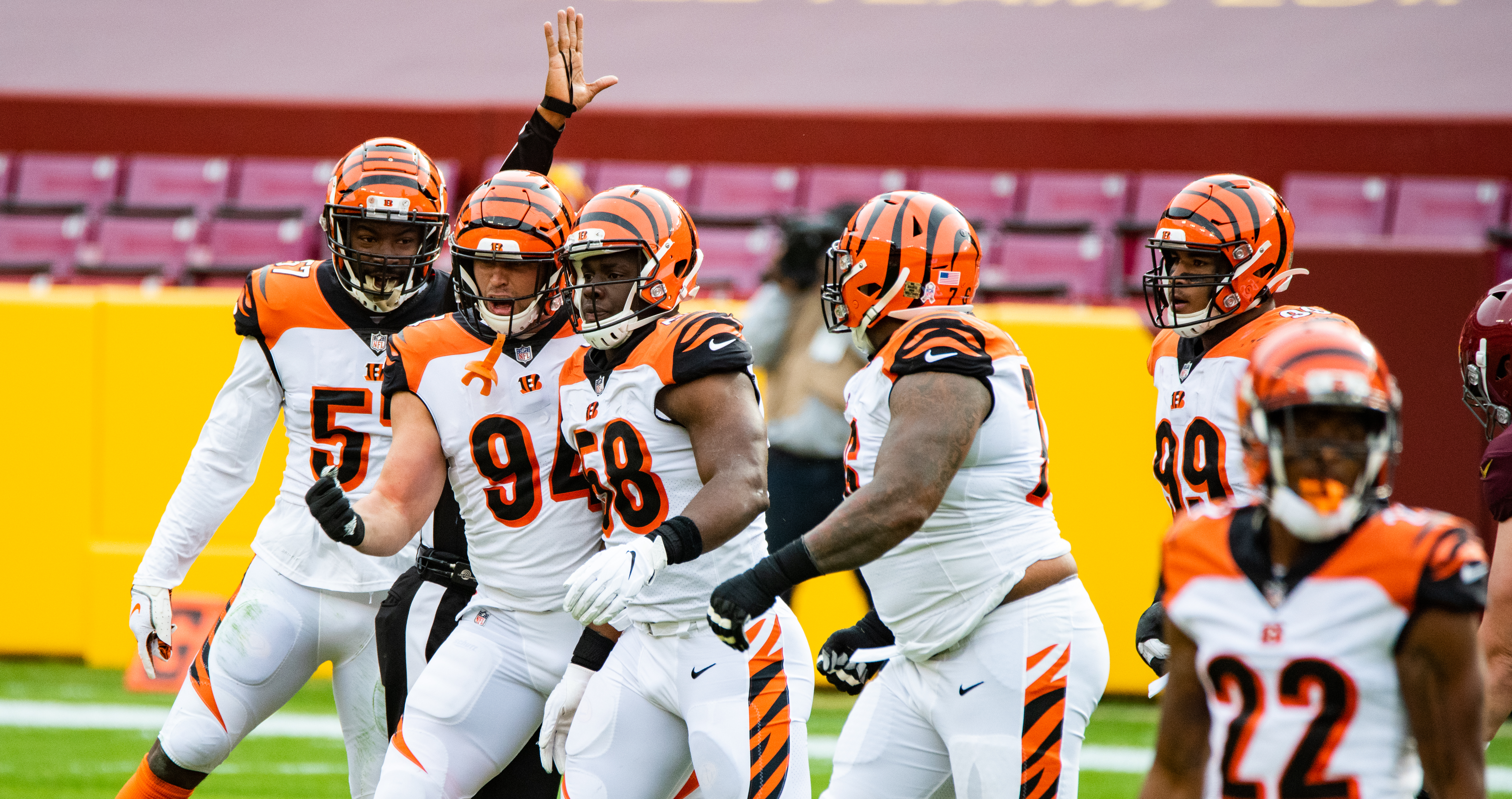
La partita della settimana 11 contro Washington

## Scelte nel Draft 2020
| Scelte dei Bengals nel Draft 2020 |        |                     |       |                   |
| Giro                              | Scelta | Giocatore           | Ruolo | College           |
| 1                                 | 1      | Joe Burrow          | QB    | LSU               |
| 2                                 | 33     | Tee Higgins         | WR    | Clemson           |
| 3                                 | 65     | Logan Wilson        | LB    | Wyoming           |
| 4                                 | 107    | Akeem Davis-Gaither | LB    | Appalachian State |
| 5                                 | 147    | Khalid Kareem       | DE    | Notre Dame        |
| 6                                 | 180    | Hakeem Adeniji      | T     | Kansas            |
| 7                                 | 215    | Markus Bailey       | LB    | Purdue            |

## Staff
| Staff dei Cincinnati Bengals nel 2020 |
| --- |
| Organi dirigenziali - Presidente/General Manager – Mike Brown - Vice presidente esecutivo – Katie Blackburn - Vice presidente – Troy Blackburn - Vice presidente del personale dei giocatori – Paul Brown Jr. - Direttore del personale professionistico – Duke Tobin - Dirigente del personale – Bill Tobin - Direttore degli osservatori (College) – Mike Potts - Direttore degli osservatori (Pro) – Steven Radicivec Capo allenatore - Zac Taylor - Assistente c.a./coordinatore special team – Darrin Simmons Altri allenatori - Preparatore atletico – Joey Boese - Assistente p.a. – Todd Hunt - Assistente p.a. – Garrett Swanson Allenatori dell'attacco - Coordinatore offensivo – Brian Callahan - Quarterback – Dan Pitcher - Running back – Jemal Singleton - Wide receiver – Bob Bicknell - Assistente wide receiver – Troy Walters - Tight end – James Casey - Offensive line – Jim Turner - Assistente offensive line – Ben Martin - Assistente attacco – Brad Kragthorpe Allenatori della difesa - Coordinatore difensivo – Lou Anarumo - Defensive line – Nick Eason - Linebacker – Al Golden - Secondary/safety – Robert Livingston - Cornerback – Steve Jackson - Assistente senior – Mark Duffner - Assistente difesa – Gerald Chatman - Controllo qualità – Jordan Kovacs Allenatori dello special team - Assistente special team – Colt Anderson |

## Roster
| Roster dei Cincinnati Bengals nel 2020 |
| --- |
| Quarterback - 9 Joe Burrow - 5 Ryan Finley Running Back - 25 Giovani Bernard - 28 Joe Mixon - 34 Samaje Perine - 32 Trayveon Williams Wide Receiver - 83 Tyler Boyd - 12 Alex Erickson - 18 A.J. Green - 85 Tee Higgins - 11 John Ross - 19 Auden Tate - 80 Mike Thomas Tight End - 82 Cethan Carter - 89 Drew Sample - 87 C.J. Uzomah Offensive Linemen - 77 Hakeem Adeniji T - 68 Bobby Hart T - 66 Trey Hopkins C - 74 Fred Johnson G - 60 Michael Jordan G - 53 Billy Price C - 62 Shaq Calhoun G - 72 Xavier Su'a-Filo G - 73 Jonah Williams T Defensive Linemen - 97 Geno Atkins DT - 93 Andrew Brown DE - 99 Christian Covington DT - 76 Mike Daniels DT - 96 Carlos Dunlap DE - 94 Sam Hubbard DE - 90 Khalid Kareem DE - 58 Carl Lawson DE - 98 D.J. Reader DT Linebacker - 51 Markus Bailey MLB - 56 Josh Bynes MLB - 59 Akeem Davis-Gaither OLB - 50 Jordan Evans OLB - 57 Germaine Pratt OLB - 55 Logan Wilson MLB Defensive Back - 21 Mackensie Alexander CB - 30 Jessie Bates FS - 24 Vonn Bell SS - 27 Tony Brown CB - 22 William Jackson III CB - 23 Darius Phillips CB - 38 LeShaun Sims CB - 26 Trae Waynes CB - 36 Shawn Williams SS - 40 Brandon Wilson FS Special Team - 4 Randy Bullock K - 46 Clark Harris LS - 10 Kevin Huber P Lista delle riserve - 71 Isaiah Prince T (Opt-out) - 91 Josh Tupou DT (Opt-out) - 95 Renell Wren DT (IR) Squadra di allenamento - 92 Freedom Akinmoladun DT - 8 Brandon Allen QB - 91 Amani Bledsoe DE - 79 Kendall Futrell DE - 41 Trayvon Henderson S - 16 Trenton Irwin WR - 75 Josh Knipfel T - 69 Kahlil McKenzie DT - 17 Stanley Morgan Jr. WR - 31 Jacques Patrick RB - 39 Winston Rose DB - 84 Mason Schreck TE - 14 Scotty Washington WR - 86 Mitchell Wilcox TE 53 attivi, 3 inattivi, 14 nella squadra di allenamento |
| Legenda - I rookie sono in corsivo. - Il primo ruolo è il principale mentre gli eventuali successivi indicano i ruoli secondari. - (IR) sta per Injured Reserve ed indica la lista ristretta per un solo giocatore infortunato che può tornare ad allenarsi dopo la settimana 6 e a rientrare in prima squadra dopo che questa ha giocato 8 partite. - (NF-Inj.) / (NF-Ill.) stanno rispettivamente per Non-Football Injured e Non-Football Illness ed indicano le liste dove viene inserito un giocatore che ha un infortunio o una malattia non dipendente dal football americano. - (PUP) sta per Physically Unable to Perform ed indica la lista dove viene inserito un giocatore mentre è in attesa di recuperare la condizione fisica. Nella stagione regolare dopo la sesta partita giocata dalla propria squadra, il giocatore ha tempo tre settimane per riprendere ad allenarsi, più tre settimane aggiuntive dal suo rientro agli allenamenti per rientrare in prima squadra. |

## Calendario

### Pre-stagione
Il calendario della fase prestagionale è stato annunciato il 7 maggio 2020. Tuttavia, il 27 luglio 2020, il commissioner della NFL Roger Goodell ha annunciato la cancellazione totale della prestagione, a causa della pandemia di Covid-19.

### Stagione regolare
| Stagione regolare |              |                             |               |        |                         |         |
| Turno             | Data         | Avversario                  | Risultato     | Record | Stadio                  | Sintesi |
| 1                 | 13 settembre | Los Angeles Chargers        | S 13–16       | 0–1    | Paul Brown Stadium      | Recap   |
| 2                 | 17 settembre | at Cleveland Browns         | S 30–35       | 0–2    | FirstEnergy Stadium     | Recap   |
| 3                 | 27 settembre | at Philadelphia Eagles      | P 23–23 (dts) | 0–2–1  | Lincoln Financial Field | Recap   |
| 4                 | 4 ottobre    | Jacksonville Jaguars        | V 33–25       | 1–2–1  | Paul Brown Stadium      | Recap   |
| 5                 | 11 ottobre   | at Baltimore Ravens         | S 3–27        | 1–3–1  | M&T Bank Stadium        | Recap   |
| 6                 | 18 ottobre   | at Indianapolis Colts       | S 27–31       | 1–4–1  | Lucas Oil Stadium       | Recap   |
| 7                 | 25 ottobre   | Cleveland Browns            | S 34–37       | 1–5–1  | Paul Brown Stadium      | Recap   |
| 8                 | 1 novembre   | Tennessee Titans            | V 31–20       | 2–5–1  | Paul Brown Stadium      | Recap   |
| 9                 |              |                             |               |        |                         |         |
| 10                | 15 novembre  | at Pittsburgh Steelers      | S 10–36       | 2–6–1  | Heinz Field             | Recap   |
| 11                | 22 novembre  | at Washington Football Team | S 9–20        | 2–7–1  | FedExField              | Recap   |
| 12                | 29 novembre  | New York Giants             | S 17–19       | 2–8–1  | Paul Brown Stadium      | Recap   |
| 13                | 6 dicembre   | at Miami Dolphins           | S 7–19        | 2–9–1  | Hard Rock Stadium       | Recap   |
| 14                | 13 dicembre  | Dallas Cowboys              | S 7–30        | 2–10–1 | Paul Brown Stadium      | Recap   |
| 15                | 21 dicembre  | Pittsburgh Steelers         | V 27–17       | 3–10–1 | Paul Brown Stadium      | Recap   |
| 16                | 27 dicembre  | at Houston Texans           | V 37–31       | 4–10–1 | NRG Stadium             | Recap   |
| 17                | 3 gennaio    | Baltimore Ravens            | S 3–38        | 4–11–1 | Paul Brown Stadium      | Recap   |

Note: gli avversari della propria division sono in grassetto.

## Premi

### Premi settimanali e mensili
- Joe Mixon:

giocatore offensivo della AFC della settimana 4
running back della settimana 4
- Joe Burrow:

quarterback della settimana 7
- Brandon Allen:

quarterback della settimana 16